# Ensemble La Partita
Das Ensemble La Partita ist ein in Zürich ansässiges Kammerorchester. Es wurde im Jahre 1974 von Rolf Laubi gegründet und wird von ihm sowie von der Konzertmeisterin geleitet.
Das Orchester ist besetzt mit rund fünfzehn Streichinstrumenten, einem Fagott, einem Cembalo und einer Laute. Gelegentlich werden weitere Instrumente hinzugezogen. Konzertmeisterin ist derzeit Simone Strohmeier. Früher waren unter anderem auch Rudolf Bamert oder Frank Gassmann als Konzertmeister aktiv.
La Partita hat sich zum Ziel gesetzt, neben bekannten Werken aus dem Barock und der Klassik selten gehörte Kompositionen zur Aufführung zu bringen.

## Geschichte
Neben dem Konzertbetrieb im In- und Ausland spielte La Partita in der Zeit von 1983 bis 2004 jedes Jahr mehrere Konzerte in Salzburg im Rahmen der Festungskonzerte. Seit 1995 konzertierte La Partita regelmässig in der Vivaldikirche, in den Kirchen San Marco und San Giorgio, in der Basilica dei Frari und neu seit 2011 auch in der Chiesa Santa Maria dei Miracoli in Venedig. Im Herbst 1995 führte eine ausgedehnte Konzertreise zusammen mit den Zürcher Sängerknaben nach Belgien, Holland, Rom und Florenz. Im Jahre 2004 unternahm La Partita eine Konzerttournee nach Mexico. Das Ensemble musizierte im Juni 2007 unter der Leitung von Helmuth Rilling in der Kirche St. Peter in Zürich. Konzerte in Österreich und Italien erweiterten in den letzten Jahren den Tätigkeitsbereich des Ensembles.

## Diskografie
- con Spirito (Privatpressung 2015)[2]
- Una notte italiana (Herder 2013)
- Highlights Vivaldi, Antonio. Konzerte (Hänssler 2002)
- Flute concertos Vivaldi, Antonio. Konzerte (Hänssler 2001)
- Violin concertos Vivaldi, Antonio. Konzerte (Hänssler 2001)
- Alles Gute zum Geburtstag wünscht Peter Hahne (Hänssler 2000)
- Geborgenheit gibt Hoffnung (Hänssler 2000)
- Flute concertos Vivaldi, Antonio. Konzerte (Hänssler 1998)
- Violin concertos Vivaldi, Antonio. Konzerte (Hänssler 1998)
- Krönungsmesse KV 317 Mozart, Wolfgang Amadeus. Messen (Gold Records 1985)

## Mitglieder
- Violine: Simone Strohmeier (Konzertmeisterin), Corinna Meienberg, Sylvie Chopard, Muriel Furchner, Corinne Raymond-Jarczyk, Heidi-Maria Makkonen, Madeleine Bopp, Michele Tabet, Barbara Landtwing
- Viola: Manuel Naegeli, Regina Walthert und Evi Laubi
- Violoncello: Rolf Laubi und Beate Schnaithmann
- Kontrabass: Susann Brandenberg
- Fagott: Roberto Giumbini
- Laute: Andreas Schlegel